# Terence Lewin
Terence „Terry“ Thornton Lewin, Baron Lewin KG GCB LVO DSC (* 19. November 1920 in Dover; † 23. Januar 1999 in Woodbridge, Suffolk) war ein britischer Flottenadmiral (Admiral of the Fleet) der Royal Navy, der Erster Seelord und Chef des Marinestabes (First Sea Lord and Chief of Naval Staff) sowie Chef des Verteidigungsstabes (Chief of the Defence Staff) war und 1982 als Life Peer aufgrund des Life Peerages Act 1958 Mitglied des House of Lords wurde. Als Chef des Verteidigungsstabes war er während des Falklandkrieges gegen Argentinien 1982 engster militärischer Berater von Premierministerin Margaret Thatcher sowie Verbindungsglied zwischen dem Kriegskabinett und den eingesetzten Truppenverbänden. Darüber hinaus war er ein angesehener Amateur-Historiker, der sich insbesondere mit James Cook beschäftigte.

## Leben

### Ausbildung zum Seeoffizier und Zweiter Weltkrieg
Lewin trat nach dem Besuch der Judd School in Tonbridge 1939 in die Royal Navy ein und war bei Ausbruch des Zweiten Weltkrieges im September 1939 Seekadett auf dem Kriegsschiff Belfast. Der Leichte Kreuzer – der heute Teil des Imperial War Museum ist – lief schon kurz nach Kriegsausbruch im November 1939 auf eine Magnetmine der deutschen Kriegsmarine, so dass er auf das Schlachtschiff Valiant versetzt wurde. Nach erfolgtem Einsatz gegen das deutsche Unternehmen Weserübung nahm die Valiant an der Operation gegen die Flotte der französischen Marine vor der Küste Nordafrikas teil. Dabei nahm die Royal Navy die Schiffe ihres späteren Verbündeten unter Beschuss, damit diese nicht in den Besitz der Achsenmächte fielen.
Während seiner darauf folgenden dreijährigen Verwendung von Januar 1942 bis Frühjahr 1945 auf dem zur Tribal-Klasse gehörenden Zerstörer Ashanti wurde Lewin, der zwischenzeitlich im Oktober 1941 auf den Zerstörer Highlander Dienst versah, für seine militärischen Verdienste drei Mal im Kriegsbericht erwähnt (Mentioned in Despatches). Auf der HMS Ashanti nahm er an den Nordmeergeleitzügen zur Sowjetunion teil, danach im August 1942 an der Operation Pedestal zur Befreiung des belagerten Malta sowie zuletzt an weiteren Nordmeergeleitzügen und Operationen im Ärmelkanal zur Befreiung Europas.
Für seine „hohe persönliche Vorbildfunktion, Führungsqualität, herausragende Ausdauer und Standhaftigkeit“ wurde er mit dem Distinguished Service Cross (DSC) ausgezeichnet als die Somali, das Schwesterschiff der Ashanti, am 20. September 1942 vom deutschen U-Boot U 703 von einem Torpedo während des Geleitzuges QP 14 von Archangelsk nach Loch Ewe getroffen wurde, wodurch die HMS Somali zerbrach und zu sinken begann. Dabei rettete Lewin unter Hinnahme eigener Gefahren mehreren Besatzungsmitgliedern der HMS Somali das Leben.

### Nachkriegszeit und Aufstieg zum Kapitän zur See

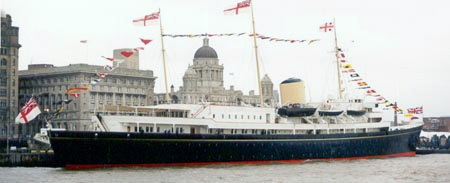
Die Königliche Yacht Britannia, deren Vize-Kommandant Lewin zwischen 1957 und 1958 war

Nach Kriegsende absolvierte Lewin eine Zusatzausbildung an der Artillerie-Schule HMS Excellent und diente danach seit April 1946 als Geschützoffizier auf dem Leichten Kreuzer Bellona, ehe er nach einer weiteren Artillerieoffizier-Fortbildung am Royal Naval College in Greenwich im Dezember 1947 als Instrukteur an die Artillerie-Schule HMS Excellent zurückkehrte. Nach seiner Beförderung zum Korvettenkapitän (Lieutenant Commander) am 1. Juli 1949 wurde er Geschützoffizier der Ersten Zerstörerflottille der Mittelmeerflotte. Im Januar 1952 wurde er abermals Instrukteur an der Artillerie-Schule HMS Excellent und dort am 31. Dezember 1952 zum Fregattenkapitän (Commander) befördert. Ein Jahr später wurde er im Dezember 1952 Offizier im Stab des für die Personalfragen der Royal Navy zuständigen Zweiten Seelord (Second Sea Lord and Chief of Naval Personnel) der Admiralität.
Nach Beendigung seiner Tätigkeit in der Admiralität wurde Lewin im Oktober 1955 zunächst Kommandant (Commanding Officer) des Zerstörers HMS Corunna (D97), ehe er im Anschluss zwischen April 1957 und 1958 als Executive Officer Vize-Kommandant der Britannia war, der Yacht von Königin Elisabeth II. Am 30. Juni 1958 wurde er zum Kapitän zur See (Captain) befördert sowie Mitglied des Royal Victorian Order (MVO). Anschließend kehrte er in die Admiralität zurück, wo er im November 1958 Vize-Direktor der Abteilung für taktische Schiffsanforderungen und Stabspflichten (Tactical Ship Requirements and Staff Duties Division) wurde. Danach wurde Lewin, der im Rahmen der New Year Honours zum 1. Januar 1960 Lieutenant des Royal Victorian Order (LVO) wurde, Vize-Direktor der Taktischen und Waffenpolitischen Abteilung der Admiralität.
Nach dem Besuch des Imperial Defence College wurde Lewin im Dezember 1961 Kommandant (Captain (F)) des zum 17. Ausbildungsgeschwader in Dartmouth gehörenden Zerstörers Urchin beziehungsweise zwischen 1962 und 1963 der U-Jagd-Fregatte Tenby.
Im Anschluss übernahm er im Dezember 1963 im Verteidigungsministerium die Funktion als Direktor der Abteilung für Marinetaktik und Waffenpolitik (Tactical and Weapons Policy Division) und war in dieser Stellung an der Eingrenzung der im Verteidigungsbericht (Defence Review) veröffentlichten Probleme beteiligt. Im Mai 1966 erfolgte seine Ernennung zum Kommandanten des Flugzeugträgers Hermes.

### Admiral sowie Chef des Marinestabes
Am 7. Januar 1968 wurde Lewin zum Konteradmiral (Rear Admiral) befördert und übernahm als solcher Vize-Chef des Marinestabes für den Bereich Policy (Assistant Chief of Naval Staff (Policy)). Am 7. Juli 1967 wurde er zudem Marine-Aide-de-camp von Königin Elisabeth II.
1969 übernahm Lewin als Nachfolger von Konteradmiral Anthony Griffin seine letzte Seeverwendung als Flaggoffizier und stellvertretender Befehlshaber der Eastern Fleet, des im Indischen und Pazifischen Ozean eingesetzten Flottenverbandes der Royal Navy. Kurz darauf wurde der Marinestützung Singapur an die Regierung der Inselrepublik übergeben und er selbst 1970 von Konteradmiral David Williams abgelöst.
Am 7. Oktober 1970 wurde Lewin zum Vizeadmiral (Vice Admiral) befördert und zugleich Nachfolger von Vizeadmiral Edward Ashmore als Vize-Chef des Marinestabes. 1973 wurde er in dieser Funktion durch Vizeadmiral John Treacher abgelöst, während er selbst am 1. Dezember 1973 zum Admiral befördert wurde  und im Dezember 1973 abermals als Nachfolger von Edward Ashmore CINCFLEET und damit Oberkommandierender der Flotte (Commander-in-Chief Fleet) wurde. Bereits zum 1. Januar 1973 wurde er zum Knight Commander des Order of the Bath (KCB) geschlagen und führte fortan den Namenszusatz „Sir“.
Nach fast zweijähriger Verwendung in dieser Funktion folgte Lewin im Oktober 1975 Admiral Derek Empson als Oberkommandierender des Marineheimatkommandos (Commander-in-Chief, Naval Home Command) in Portsmouth und behielt diesen Kommandeursposten bis zu seiner abermaligen Ablösung durch Admiral David Williams. Zum 4. Juni 1976 wurde ihm ferner zum Knight Grand Cross des Order of the Bath (GCB) erhoben.
1977 wurde Lewin Erster Seelord sowie Chef des Marinestabes (First Sea Lord and Chief of Naval Staff) und folgte damit zum dritten Mal Admiral Edward Ashmore. Zugleich folgte er am 1. März 1976 Ashmore als Erster und Leitender Marineadjutant (First and Principal Naval Aide-de-camp) der Queen. Er bekleidete diese Funktionen bis zu seiner Ablösung durch Admiral Henry Leach 1979.
Seine Amtszeit als Chef der Royal Navy war von einigen Problemen geprägt. Zum einen lagen die Besoldungen unterhalb der Privatwirtschaft und auch die sinkende Moral führte zu einem Anstieg von Marineangehörigen, die um vorzeitige Entlassung aus dem Dienst baten. Lewin sah sich als Vertrauensmann (Shop Steward) der Marineangehörigen und erreichte eine Gehaltserhöhung von 32 Prozent.

### Chef des Verteidigungsstabes und Falklandkrieg 1982

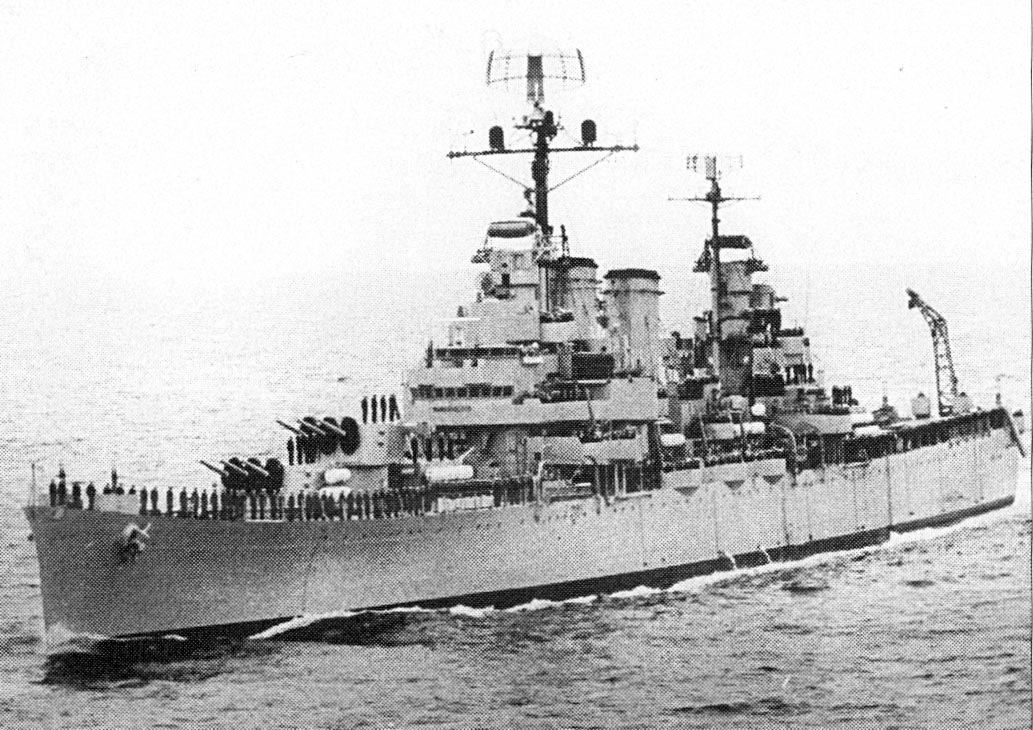
Die von Lewin befürwortete Versenkung des argentinischen Kreuzers General Belgrano während des Falklandkrieges am 2. Mai 1982, bei der 368 Seeleute ums Leben kamen, löste eine heftige innenpolitische Kontroverse aus

Am 6. Juli 1979 wurde Levin zum Flottenadmiral (Admiral of the Fleet) befördert. Wenige Monate später folgte er am 1. September 1979 Marshal of the Royal Air Force Neil Cameron als Chef des Verteidigungsstabes (Chief of the Defence Staff) und bekleidete damit den höchsten militärischen Posten innerhalb der Streitkräfte des Vereinigten Königreichs.
In seine Dienstzeit als Chef des Verteidigungsstabes fiel der Falklandkrieg. Als die Falklandkrise eskalierte, war Lewin in Neuseeland, flog aber sofort nach London zurück, nachdem sein Flaggleutnant ihn um zwei Uhr am Morgen des 4. April 1982 mit den Worten „Sie sind einmarschiert“ (‚They’ve invaded‘) geweckt hatte. Nach seiner Ankunft traf er sich unmittelbar mit dem neugebildeten Kriegskabinett, dem neben Premierministerin Thatcher auch der stellvertretende Premierminister und Innenminister William Whitelaw, Außenminister Francis Pym, Verteidigungsminister John Nott und der geschäftsführende Vorsitzender der Conservative Party sowie Generalzahlmeister Cecil Parkinson angehörten. Dabei teilte er dem Kriegskabinett mit:
„Wir müssen darauf vorbereitet sein, Verluste zu erleiden. Aber wir werden nicht verlieren. Das Einzige, was uns verlieren lassen könnte, ist, wenn Sie ihre Nerven verlieren.“
(‚We must be prepared to take losses. But we are not going to lose. The only thing which will make us lose is if you lose your nerve.‘)
Die ersten Schiffe der eingesetzten Verbände liefen fünf Tage nach der Invasion Argentiniens aus, um nach rund 14.800 Kilometern (8000 Seemeilen) unter dem Beschuss von verteidigenden argentinischen Verbänden und Küstengeschützen amphibische Landungseinheiten abzusetzen. Dabei waren die britischen Verbände für diese Operation weder vorbereitet noch ausgerüstet.
Trotz der angespannten Lage und der möglichen Verluste versuchte Lewin Ansprechpartner für die Belange der eingesetzten Soldaten zu sein und Verständnis für deren Sorgen zu zeigen. Als zu Beginn des Krieges zwei Hubschrauber, die zuvor Truppen auf dem Gebiet der ebenfalls von Argentinien beanspruchten Südgeorgien und die Südlichen Sandwichinseln abgesetzt hatten, bei einem Blizzard verschwanden, schrieb ein junger Funker des Zerstörers Antrim einen Brief an seine Familie, der auch Einzelheiten über die verlorenen Hubschrauber enthielt. Die Mutter des Soldaten zeigte den Brief der lokalen Tageszeitung und verbreitete damit Informationen, die von Regierung als geheim eingestuft wurden. Im Verteidigungsministerium wurde daraufhin darüber diskutiert, ob der Soldat vor ein Kriegsgericht gestellt werden sollte. Der Vater des Soldaten schrieb daraufhin einen Brief an Verteidigungsminister John Nott, in dem er sich für das Verhalten seines Sohnes entschuldigte und um eine nachsichtige Behandlung seines Sohnes bat. Nachdem er eine Kopie des Antwortschreibens des Ministers gesehen hatte, bat Lewin seinen Flaggleutnant der Mutter Blumen zu schicken; zugleich verfasste er ein Begleitschreiben mit den Worten „Machen Sie sich keine Sorgen. Sie handelten so wie jede Mutter gehandelt hätte, und ich kann das verstehen. Mit besten Wünschen, Terry Lewin“ (‚Please do not worry. You acted as any mother would and I fully understand. With best wishes, Terry Lewin.‘).
Am 2. Mai 1982 bat Lewin das Kriegskabinett um eine Änderung der Regeln für militärische Eingriffe, so dass der argentinische Kreuzer General Belgrano außerhalb der erklärten Sperrzone (Total Exclusion Zone) angegriffen werden konnte. Thatcher autorisierte diese Änderung sofort. Unmittelbar darauf wurde die General Belgrano durch das Atom-U-Boot Conqueror versenkt, wobei 368 argentinische Seeleute ums Leben kamen. Die Versenkung der General Belgrano wurde nicht nur zum Wendepunkt im Falklandkrieg, sondern auch in der Regierung Thatcher. Während der anschließenden kontroversen Diskussionen beharrte Lewin unnachgiebig darauf, dass er die richtige Entscheidung getroffen hatte und sagte später dazu:
„Ich bedauere die schweren Verluste von Menschenleben und die weltweite Sorge, die dadurch ausgelöst wurde, aber ansonsten bedauere ich das Versenken der Belgrano nicht.“
(‚I regret the heavy loss of life and the world-wide concern it caused but I have no regrets at all about sinking the Belgrano.‘)
Als Chef des Verteidigungsstabes war er letztlich nicht nur höchste Militärperson, sondern insbesondere auch der engste militärische Berater von Premierministerin Margaret Thatcher während deren ersten Amtsperiode bis zu seiner Ablösung durch Feldmarschall Edwin Bramall am 1. Oktober 1982. Für seine Verdienste im Falklandkrieg benannte das UK Antarctic Place-Names Committee die Lewin-Halbinsel auf Südgeorgien nach ihm.

### Oberhausmitglied und weitere Auszeichnungen
Kurz nach seinem Eintritt in den Ruhestand wurde Lewin durch ein Letters Patent vom 19. November 1982 mit dem Titel Baron Lewin, of Greenwich in Greater London, zum Life Peer erhoben und gehörte bis zu seinem Tod dem House of Lords als Mitglied an.
Baron Lewin, der am 22. April 1983 Ritter des Hosenbandordens (Knight of the Garter) wurde, engagierte sich zwischen 1984 und 1995 als Präsident der Königlichen Vereinigung für schiffbrüchige Fischer und Seeleute (Shipwrecked Fishermen and Mariners’ Royal Benevolent Association) sowie zugleich von 1987 bis 1995 Vorsitzender der Treuhandrates des National Maritime Museum in Greenwich.
Baron Lewin erhielt außerdem von der City University London einen Ehrendoktor der Wissenschaften (D.Sc.) sowie 1993 von der University of Greenwich einen Ehrendoktor der Literaturwissenschaften. Darüber hinaus wurde ihm 1995 von den Royal Marines der Ehrentitel eines Colonel Commandant auf Lebenszeit verliehen.